# Polandball

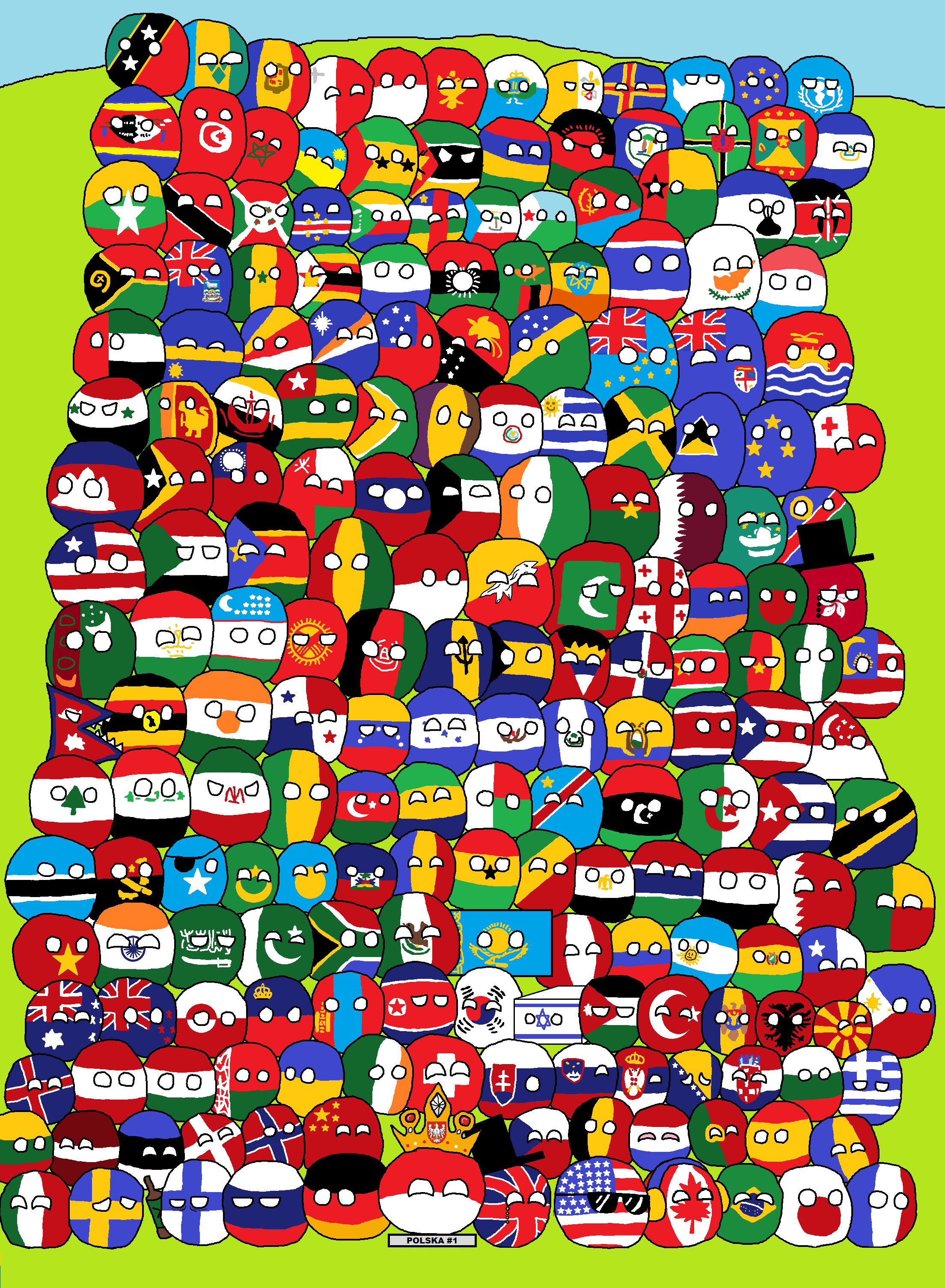
Országlabdák

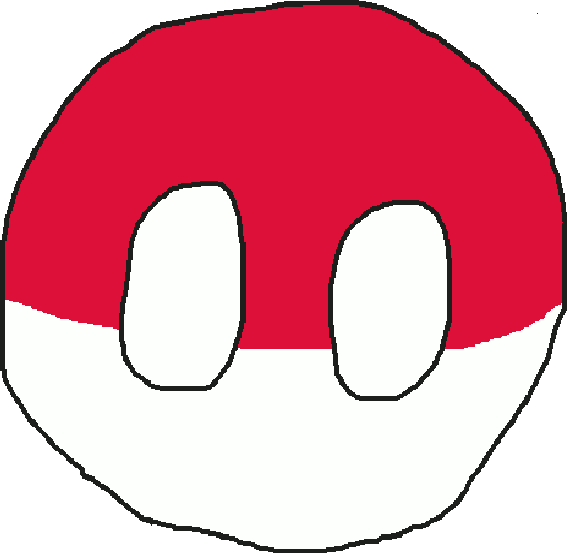
Lengyelország labdaként

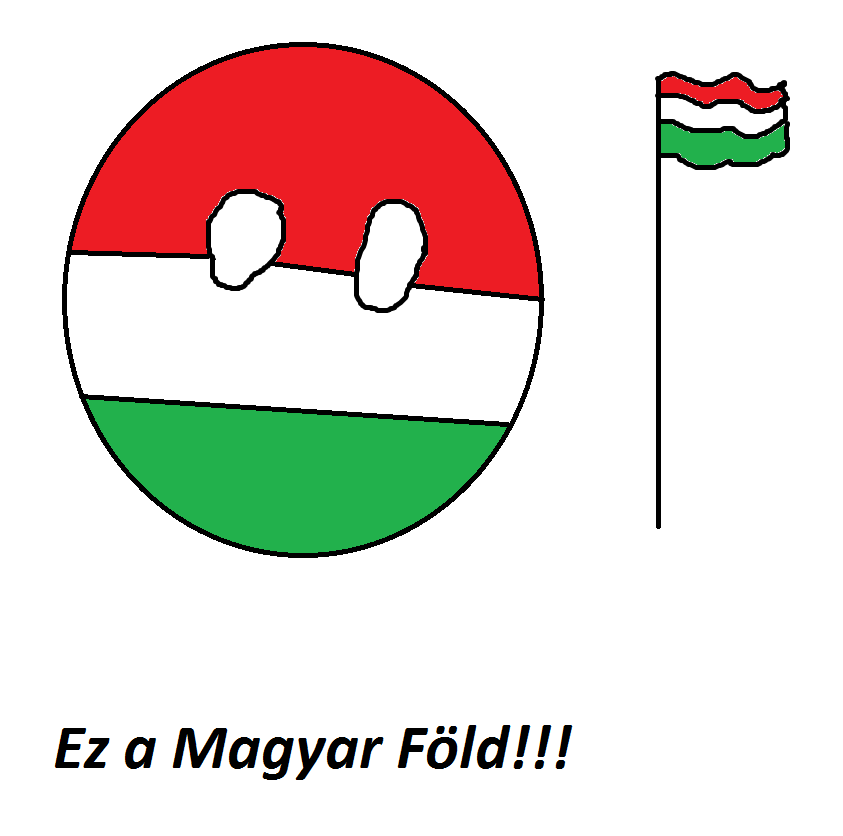
„Hungaryball”, Magyarország labdaként

A Polandball vagy countryballs (magyarul „országlabdák”) internetes mém különböző országokat és nemzetközi szervezeteket labdaként ábrázol, valamint emberi tulajdonságokkal ruház fel. A Polandball képregényeket lelkes rajongók készítik világszerte, majd többek közt a Redditen és a Facebookon teszik közzé. Főszereplői nemzeti színű, szemekkel ellátott antropomorf labdák, úgynevezett országlabdák. A Polandball képregények tárgya leggyakrabban a történelmen, nemzeti sztereotípiákon és nemzetközi kapcsolatokon alapuló humor.

## Története
A Polandball-történetek 2009 augusztusában jelentek meg a Krautchan nevű német imageboardon. Egy brit felhasználó készítette a legelső képregényeket, hogy egy lengyel fórumtársa tört angolságát gúnyolja. Valószínűleg az is a csipkelődés részét képezte, hogy a fehér-piros zászló fordítva került az országlabdára. A műfaj sok embernek megtetszett, és a hangsúly áttevődött a gyenge nyelvtudású egyénekről a nemzeti sztereotípiákon való viccelődésre. Világpolitikai reflexiók, történelmi poénok és olcsó gegek is születtek. A Polandball lelkes rajongótáborra tett szert. 

## Magyarország labdaként
Magyarország azt hiszi, hogy ő a legokosabb a földön, mert mindig vannak jó ötletei. Leggyakrabban Románia társaságában látjuk, mindig arról vitáznak, hogy mennyire utálják egymást, néha azonban jó barátok, mert Románia szereti a kürtőskalácsot. Magyarország jóban van még Chinaball-lal (Kína), Canadaball-lal (Kanada), Russiaball-lal (Oroszország) és a szomszédos országokkal is. Gyakran látjuk Lengyelország társaságában is, akivel a képregényekben nagyon jó barátok és szerelmesek. A képregényekben az angolul beszélő országlabdák gyakran félreértik Magyarország nevét, Hungary helyett hungrynak, ami éheset jelent, és ez is poénok forrása. USA-ball ezenfelül össze szokta téveszteni Olaszországgal, hasonló színük miatt.

## Híres országlabdák
- Polandball: Lengyelország labdaként. Ő a főszereplő a képregényekben. Nagyon jó barátok Hungaryball-lal. Visszatérő poén, hogy nem jut ki a világűrbe, jellegzetes mondata a Poland cannot into space (kb. „Lengyelország nem mehet világűr”).
- Chinaball: Kína labdaként. Gyakran szokott kereskedni és háborúzni.
- EUball: az Európai Unió, idealista, de nem minden ötlete sül el jól.
- Germanyball: Németország labdaként. Imád dolgozni.
- Japanball: Japán labdaként, Chinaball ellensége, Southkoreaball barátja.
- Russiaball: Oroszország labdaként.Sokszor morcos.
- UKball: Az Egyesült Királyság labdaként.
- USAball: Az Amerikai Egyesült Államok labdaként. Szereti a kihívásokat és a barátait.
- Latviaball: Lettország labdaként. A krumpli a mindene
- Chileball: Chile labdaként. Sokszor viccelődnek az ország hosszúságával, és úgy ábrázolják, mint egy kígyót

## Fordítás
- Ez a szócikk részben vagy egészben  a   Polandball című angol Wikipédia-szócikk fordításán alapul.  Az eredeti cikk szerkesztőit annak laptörténete sorolja fel. Ez a jelzés csupán a megfogalmazás eredetét és a szerzői jogokat jelzi, nem szolgál a cikkben szereplő információk forrásmegjelöléseként.